# Os Primeiros Soldados
Os Primeiros Soldados é um filme de drama brasileiro de 2022 dirigido e escrito por Rodrigo de Oliveira. Protagonizado por Johnny Massaro, Renata Carvalho e Victor Camilo, o filme retrata membros da comunidade LGBTQIA+ lutando contra a epidemia de AIDS no início dos anos 1980. Conta ainda com as atuações de Clara Choveaux, Alex Bonin, Higor Campagnaro e Daniel Monjardim nos demais papéis.

## Enredo
Situado em Vitória, no Espírito Santo, no início dos anos 80, o longa é uma homenagem aos indivíduos que enfrentaram a AIDS e o estigma que a acompanhava em seus primórdios. A trama segue a jornada de Suzano (Johnny Massaro), um estudante de biologia que acaba de retornar de seus estudos no exterior. Consciente de que algo desconhecido está afetando seu corpo, ele busca compreender a doença e encontrar uma cura, ao mesmo tempo em que protege sua irmã Maura (Clara Choveaux) e seu sobrinho Muriel (Alex Bonin) dos impactos do que está por vir. A falta de informações sobre o vírus e seu futuro incerto leva Suzano a se aproximar da performer transexual Rose (Renata Carvalho) e do estudante de cinema Humberto (Victor Camilo), ambos vivendo com o vírus, em uma busca conjunta pela compreensão e pela esperança.

## Elenco
- Johnny Massaro como Suzano Morais
- Renata Carvalho como Rose
- Victor Camilo como Humberto
- Clara Choveaux como Maura Morais
- Alex Bonin como Muriel Morais
- Higor Campagnaro como Joca
- Daniel Monjardim como Ramon
- Vinícius Duarte como Juan
- Jackson Leão como Luiz
- Matheus Muniz como Vicente
- Carlos Rosado como Dr. César
- Verônica Gomes como Enfermeira Norma
- Remi Stengel como Adrian (voz)

## Produção

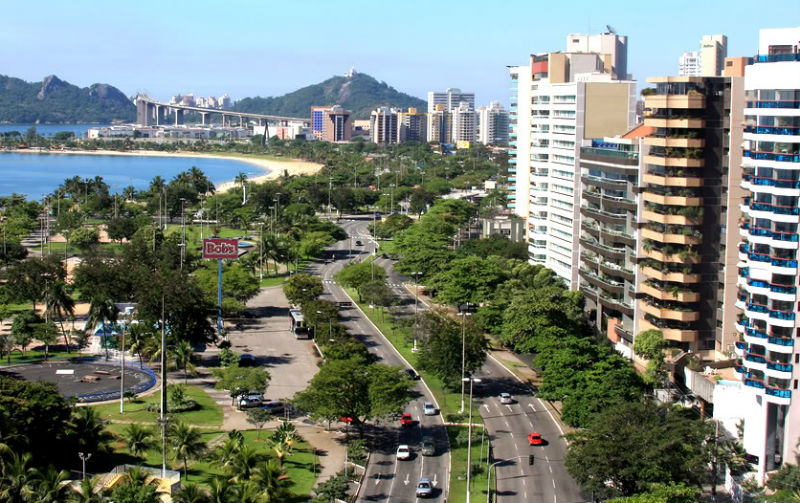
O filme é ambientado em Vitória (foto), capital do estado Espírito Santo.

A produção de Os Primeiros Soldados é da Pique-Bandeira Filmes, e seu roteiro original foi desenvolvido a partir de uma ampla pesquisa de casos reais ocorridos em Vitória. Além da leitura de jornais da época, a pesquisa incluiu entrevistas com profissionais de saúde, familiares e membros da comunidade LGBTQIA+. Durante as pesquisas realizadas para o filme, Rodrigo Oliveira notou que as mortes no Espírito Santo começaram a ser contabilizadas apenas em 1985, apesar de "manchetes de jornais, grupos de amigos e o silêncio das boates" já denunciarem as primeiras mortes por HIV. A proposta de Os Primeiros Soldados foi imaginar quem seriam os primeiros infectados, aqueles que nem sequer foram registrados nas estatísticas. É assim que a obra dá vida a Rose, Suzano e Humberto, unidos pela adversidade física e emocional da doença misteriosa que gera picos de esperança e desespero.
Em entrevista, o diretor do filme afirmou que a pesquisa foi fundamental para inventar com responsabilidade a história desses primeiros soldados. Além de criar a caracterização de cada personagem, a pesquisa também permitiu a ambientação da trama, com a reconstrução dos cenários frequentados pelas comunidades LGBTQIA+ em tempos em que o preconceito era ainda mais presente. Embora a temática abordada seja bastante delicada, envolvendo a morte em diversos momentos da trama, o diretor Rodrigo Oliveira acredita que o filme não se trata de uma obra sobre o fim, mas sim sobre novos começos e formas de sobreviver e viver com o vírus, assim como fazem mais de 900 mil pessoas no Brasil atualmente. "Naquela época [em que o filme se passa], a morte era muito provável, mas isso não apaga o sabor, o prazer, a dor e a delícia de ter vivido, mesmo sem saber o que estava acontecendo consigo mesmo", afirmou o cineasta. Para ele, a obra é uma homenagem à vida possível, aos sonhos que permaneceram em seus protagonistas até o fim, e que podem ser transmitidos para parentes e amigos.

### Desenvolvimento
O diretor destacou o trabalho de um elenco LGBTQIAP+ que trabalhou em comunidade, seguindo o espírito do filme, e o resultado, segundo ele, foi mágico. Ele afirmou que o conceito sempre foi que o filme seria todo LGBTQIAP+, com pessoas que fazem parte da comunidade interpretando seus pares, e que o elenco foi escolhido com base nessa contribuição específica para se conectar com a existência particular dessa comunidade tão grande e vasta. Johnny Massaro, Clara Choveaux e o estreante Alex Bonini, que anteriormente trabalhava colhendo café no sítio de sua família em Governador Lindenberg, viveram juntos como uma família em um apartamento no Rio de Janeiro. Rodrigo Oliveira explicou em uma entrevista que a intenção era criar relações autênticas e de pertencimento real entre os atores, para que tudo parecesse o mais natural possível quando as filmagens começassem. Johnny Massaro, Vitor Camilo e Renata Carvalho viveram juntos em um sítio em Domingos Martins para se prepararem para os seus papéis em Os Primeiros Soldados. "Johnny foi morar no sítio onde seu personagem se isola, e lá recebeu Renata e Vitor, que fazem Rose e Humberto, exatamente como no filme, antes da equipe chegar. Johnny perdeu peso, Renata emagreceu e Vitor aprendeu a operar a câmera, tudo com o objetivo de se conectarem intimamente com esses personagens. Essa dedicação está presente em cada fotograma do filme", elogiou Rodrigo em entrevista.
A produção enfrentou um grande desafio ao tentar recriar a cidade de Vitória no início dos anos 80, já que o orçamento disponível estava longe do ideal para um filme de época. O diretor destaca que mais do que simplesmente reproduzir a cidade, era necessário identificar quais locais ainda mantinham a aparência de 1983. Vitória apresenta essa particularidade, onde um prédio histórico com mais de 100 anos pode coexistir com um empreendimento inaugurado recentemente na mesma rua. A busca por esses espaços foi uma experiência bastante prazerosa. Como esses lugares foram pouco explorados no audiovisual da época, foi possível recriá-los com licença poética e memória afetiva. Dessa forma, a boate gay fictícia Genet, que no filme se localiza na escadaria Maria Ortiz, no Centro Histórico, foi recriada dentro das instalações do Hotel Cidade Alta, que possui mais de 100 anos de existência. De acordo com o diretor, o financiamento para "Os Primeiros Soldados" foi viabilizado por meio do edital da Secretaria de Estado da Cultura (Secult), em colaboração com o Fundo Setorial do Audiovisual (FSA). Em comparação com os eixos mais prósperos e com maior tradição de produção cinematográfica, como Rio de Janeiro e São Paulo, o Espírito Santo se destaca por possuir uma política cultural contínua de apoio, o que é uma vantagem significativa.

## Lançamento

### Estreia e repercussão
Os Primeiros Soldados estreou internacionalmente no 70º Festival Internacional de Cinema de Mannheim-Heidelberg (IFFMH), na Alemanha, em 12 de novembro de 2021. Ele foi premiado com as estatuetas de Melhor Filme pelo Júri Jovem e Melhor Filme pelo Prêmio do Público. Além disso, o longa-metragem teve sua estreia asiática no 52º Festival Internacional de Cinema da Índia (IFFI), em Goa, onde a atriz Renata Carvalho, que interpreta a personagem Rose, recebeu o Prêmio Especial do Júri. O filme teve sua estreia nacional no Festival do Rio, entre os dias 9 e 19 de dezembro, com sessões presenciais. No dia 7 de julho de 2022, uma quinta-feira, o filme estreou comercialmente nos cinemas de todo o Brasil pela Olhar Distribuição. O filme estreou em salas de cinema em São Paulo, Salvador, Curitiba, Rio de Janeiro e Belo Horizonte. No entanto, no Espírito Santo, o estado onde a história se passa, o filme foi exibido no Cine Metrópolis, localizado no campus da Universidade Federal do Espírito Santo (UFES), em Vitória.

## Recepção

### Resposta da crítica
O filme recebeu críticas positivas desde o seu lançamento em festivais de cinema internacionais e nacionais, recebendo prêmios de melhor filme. A performance de Renata Carvalho também foi elogiada e premiada. Em sua exibição no  52º Festival Internacional de Cinema da Índia, o júri oficial aclamou a atuação de Renata e a premiou com um troféu especial. O júri justificou que "a contribuição de Renata Carvalho para o filme vai além da performance. Ela trouxe autenticidade para as complexidades da situação e da época retratadas na sociedade".
Na crítica de Michel Guwilen, do site Plano Critico, é mencionado que há filmes que impactam imediatamente o espectador com suas imagens, enquanto outros funcionam como um exercício retroativo, agindo nas sensações do espectador posteriormente. De acordo com a crítica, "Os Primeiros Soldados" pertence ao segundo grupo, apresentando um movimento de transformação extrema a partir da metade do filme, exigindo que o espectador repense tudo o que foi visto anteriormente. As imagens do filme são descritas como perpetuando sua existência para além do plano material, agindo em um terreno memorial. Michel Guwilen ainda destaca que o estado lacunar do filme, que é preenchido posteriormente, é uma de suas principais características.
Lucas Lopes Aflitos, crítico do site Cine Set, elogiou o elenco de "Os Primeiros Soldados". Destaque para Johnny Massaro, que realizou uma excelente interpretação do personagem melancólico, catatônico e retraído. Renata Carvalho também merece destaque como uma das melhores atrizes em atividade no cinema nacional, com um monólogo que ainda ecoa. O elenco estelar conta ainda com Vitor Camilo, Clara Choveaux (em uma atuação soberba) e Alex Bonini. Além disso, o filme é importante e necessário, trazendo à tona a questão do HIV/AIDS e sua estigmatização. Mesmo nos dias atuais, a doença é vista como "doença de gay", quando na verdade os considerados heterossexuais são os que mais se infectam, de acordo com um artigo da Escola Nacional de Saúde Pública Sergio Arouca/Fiocruz. A luta pela conscientização e igualdade é contínua.
Bruno Ghetti, crítico da Folha de S.Paulo, afirmou em sua crítica que o filme começa sem muita unidade, com personagens que aparecem e desaparecem sem controle por parte do diretor. Em particular, ele criticou uma cena em que Suzano ressurge distribuindo fotos do próprio corpo doente em uma festa, o que pareceu sensacionalista demais para o personagem. No entanto, Ghetti também elogiou a segunda metade do filme, que considerou extraordinariamente sólida. Ele se emocionou especialmente com as cenas no sítio, onde os protagonistas se filmam em VHS para imortalizar sua história, e considerou o filme comovente como um todo.

### Prêmios e indicações
| Ano  | Associações                                             | Categoria                          | Recipiente(s)         | Resultado | Ref.   |
| ---- | ------------------------------------------------------- | ---------------------------------- | --------------------- | --------- | ------ |
| 2021 | Festival Internacional de Cinema de Mannheim-Heidelberg | Melhor Filme (Júri Jovem)          | Os Primeiros Soldados | Venceu    | [ 5 ]  |
| 2021 | Festival Internacional de Cinema de Mannheim-Heidelberg | Melhor Filme (Prêmio do Público)   | Os Primeiros Soldados | Venceu    | [ 5 ]  |
| 2021 | Festival Internacional de Cinema da Índia               | Prêmio Especial do Júri            | Renata Carvalho       | Venceu    | [ 5 ]  |
| 2021 | Festival Internacional de Cinema do Rio de Janeiro      | Prêmio do Júri de Atuação          | Renata Carvalho       | Venceu    |        |
| 2022 | Mostra de Cinema de Tiradentes                          | Melhor Filme (Mostra Olhos Livres) | Os Primeiros Soldados | Venceu    | [ 10 ] |